# Velyka Vys
Velyka Vys (ukrainsk: Велика Вись) er en flod i Ukraine, en venstre biflod til Synjukha, der løber ud i Sydlige Buh. Den er 166 km lang og den har et afvandingsområde på 2.860 km2. Velyka Vys har sit udspring nær landsbyen Onykiyeve i Novoukrajinskyj rajon i Kirovohrad oblast. Den løber gennem Novomyrhorod.